# Prot pictures
Prot Pictures, hrvatski strip autora Dubravka Matakovića.
Stripovi Dubravka Matakovića su komični i satirični, a ozračje u kojem djeluju likovi podsjećaju na Alana Forda i Jacovittijeve stripove.

## Sažetak
Tema stripovima je hrvatski politički život, Domovinski rat i Rat u Bosni i Hercegovini, ali ponekad i teme iz svakodnevnog života. U Prot Picturesu se izruguje ljudskoj gluposti političkih vodstava i običnih ljudi.

## Izdanja
Serijal je izlazio 1990-ih kao zadnja stranica u raznim hrvatskim tiskovinama, poput Nedjeljne Dalmacije, Panorame i slično.